# Línea T6 (Canelones)
La línea T6 es una línea urbana de Canelones, une la ciudad de Paso Carrasco con Pando, más precisamente en el Barrio Talar.

## Características
Creada en sus inicios como línea 806 y operada por la Compañía de Ómnibus de Pando, quien en el año 2013 decidió renunciar a su operación,  asumida de forma inmediata por la empresa Tala Pando Montevideo, quien la denominaría como línea L6. En el año 2020 debido a su incorporación al Sistema de Transporte Metropolitano nuevamente fue modificada su denominación, pasando a denominarse como línea T6.

## Recorrido
Esta línea, si bien posee  destinos similares a las  las líneas T1 y T4, se caracteriza por realizar un recorrido más amplio, circulando por más barrios, tanto de la Ciudad de la Costa, como de Ciudad Seregni y Barros Blancos.
| Pando - Paso Carrasco |

| Partida (Pando) - Pedro Figari - Calle 11 - Washington Furriol - Santiago Laurnaga - Wilson Ferreira Aldunate - Ruta 8 - Ruta 101 - Luis Morquio - José M. Morelli - Ruta Interbalnearia - Camino Al Paso Escobar - Avenida Aerosur - Avenida Alvear - Rambla Costanera - Avenida Calcagno - Avenida Giannattasio - Avenida a la Playa - Avenida Wilson Ferreira Aldunate - Juan M. Blanes - San Martín - Pedro Figari - Terminal Paso Carrasco |

El retorno es el mismo en sentido inverso.

### Destinos intermedios
- Géant
- Shopping Costa Urbana

## Barrios
La línea T6 circula por los barrios Centro; Barrio Jardín; Barrio San Isidro Talar de Pando,  los barrios Aeroparque y Santa Teresita de Ciudad Seregni, San José de Carrasco, Shangrilá, Parque de Carrasco y Barra de Carrasco de la Ciudad de la Costa, y las ciudades de Barros Blancos y Paso Carrasco.